# モード同期
光学において、モード同期（モードどうき、英: Mode locking）とは、ピコ秒(10−12 s)からフェムト秒(10−15 s)程度の極短パルスレーザーを発生させる技術である。例えば屈折矯正手術などの分野でフェムト秒レーザーと呼ばれているレーザーはこの技術を利用している。この技術の基本は、レーザー共振器の縦モード同士の間に一定の位相関係を誘導することであり、これによりモード間の強め合う干渉を局所的に起こさせ、レーザーパルス列を生じさせる。このようなレーザーは「位相同期」されている、または「モード同期」されていると表現される。

## レーザー共振器の共振モード

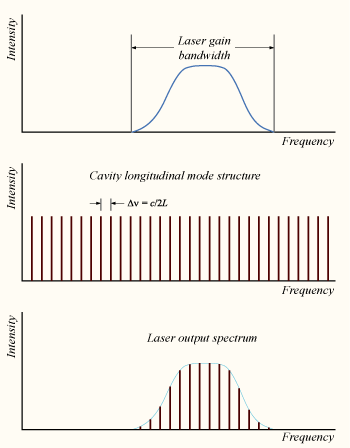
レーザー媒質の利得周波数帯と共振器の縦モードにより出力されるレーザーのスペクトルが決まる

共振モードが同期された状態の完全反射共振器中には波束が生じる。上段プロットは共振器の最初の8つのモード（実線）と、各位置における総和された電場強度（点）をあらわす。下段プロットは共振器内の総和された電場強度をあらわす。

レーザー光は人類が得られる最も純粋な形の光かもしれないが、純粋に単一の周波数または波長の光のみを含むわけではなく、すべてのレーザーはある固有の帯域幅をもつ光、すなわちある周波数範囲にわたる光を発する。レーザーの動作帯域幅は、主にレーザーを発生させる利得媒質によって決まり、利得媒質の動作周波数範囲は利得帯域幅と呼ばれる。たとえば、一般的なヘリウムネオンレーザーの利得帯域幅はおよそ1.5 GHz（波長にすると633 nmを中心とした幅およそ0.002 nmの範囲）、Ti:サファイアレーザーの利得帯域幅はおよそ128 THz（800 nmを中心とした幅およそ300 nmの範囲）である。
レーザー発振周波数の決定要因として2つ目にはレーザー共振器が挙げられる。最も単純な共振器は利得媒質をはさみ互いに向き合った2つの平面鏡で構成される（ファブリ・ペロー共振器）。光は波であるため、共振器の鏡間で反射するうち、干渉により強め合いと弱め合いを起こし、共振器内に定在波を生じる。この定在波は、共振器固有の縦モードと呼ばれる離散的な周波数群からなる。縦モード周波数の光は、共振器内で自己増幅され発振するが、他の周波数をもつ光は、弱め合う干渉によって発振を抑制される。単純な平面鏡共振器の場合、許容されるモードは、鏡間距離Lが光の波長λの半分の整数倍という条件を満たす。すなわち、qをモード次数と呼ばれる整数として、L = qλ/2を満たす。
実用上、Lは通常λよりもはるかに大きいため、qの値は大きくなる（およそ105から106）。qの値そのものよりも、任意の2つの隣接するモードqとq + 1の間の周波数差が問題となる。これは、（長さLの真空線形共振器の場合）下式のΔνにより与えられる。
{\displaystyle \Delta \nu ={\frac {c}{2L}}}
ここで、cは光速(≈3×108 m/s）である。
上式を使用すると、鏡間距離が30 cmの小型レーザー発振器の縦モード間の周波数間隔は0.5 GHzとなる。したがって、上述したHeNeレーザーの帯域幅1.5 GHz内には最大3つ、Ti:サファイアレーザーの帯域幅128 THz内にはおよそ250,000の縦モードが収まることになる。複数の縦モードが励起される場合、レーザーが「マルチモード」動作していると言い、1つの縦モードのみが励起される場合、レーザーが「シングルモード」動作していると言う。
個々の縦モードにはまた帯域幅があり、通常は発振器のQ値によって決まる（ファブリ・ペロー干渉計を参照）。

## モード同期理論
単純なレーザーでは、これらのモードのそれぞれが互いに固定された関係をもたず独立して発振しており、一連の独立した別々のレーザーが、すべてわずかに異なる周波数で光を放出しているのと同等の動作をする。各モードの光波の位相は互いに同期されておらず、レーザーの材料の熱変化などによりランダムに変化しうる。発振モードが少ないレーザーでは、モード間の干渉によってレーザー出力にうなりが生じ、強度が変動する可能性がある一方、何千ものモードを持つレーザーでは、これらの干渉効果は平均されほぼ一定の出力強度になる傾向がある。
他のモードとの間の位相を同期させて動作する場合、レーザー出力はまったく異なる振る舞いをしめす。各モードが独立している場合はランダムまたは一定の出力強度をしめすが、レーザーのモードが同期すると、干渉により各モードすべてが周期的に強め合い、光の強いバーストまたはパルスを生じさせる。このようなレーザーは、「モード同期」レーザーもしくは「位相同期」レーザーと呼ばれる。パルスは、τ = 2L/cの時間間隔で発生する。ここで、τは光がレーザー 共振器を正確に1往復するのにかかる時間であり、レーザーのモード間隔の逆数と一致する(τ = 1/Δν)。
各パルス光の持続時間は、同相で振動するモードの数によって決まる（実際のレーザーでは、すべてのレーザーモードが位相同期されているとは限らない）。周波数間隔Δνで同期されたN個のモードがある場合、モード同期された全体的な帯域幅はNΔνであり、この帯域幅が広いほど、発せられるパルス長は短くなる。実際のパルス持続時間は各パルスの形状に依存し、各パルスの形状は、各縦モードの振幅と位相の関係によって決定まる。例えば、時間的にガウス関数形のパルスを発するレーザーの場合、パルス長Δtの下限は次の式で与えられる。
{\displaystyle \Delta t={\frac {0.441}{N\,\Delta \nu }}}
0.441という値は、パルスの「時間帯域幅積」と呼ばれる無次元量で、パルスの形状により異なる。超短パルスレーザーの場合、双曲線正割二乗関数形(sech2)パルスがしばしば想定され、この場合時間帯域幅積は0.315となる。
この式を用いると、レーザースペクトル幅の測定値から対応する最短パルス長を計算できる。帯域幅1.5 GHzのHeNeレーザーの場合、対応するガウス関数型パルスの最短パルス長はおよそ300 psとなる。帯域幅128 THzのTi:サファイアーザーに対応するパルス長ははわずか3.4 fsとなる。これらの値は、所与の帯域幅に対応する理論上可能な最短パルス長であり、実際のモード同期レーザーでは、パルス長はパルス形状や共振器全体の分散など、多くの要因に依存する。
モード同期レーザーに後処理をほどこすことによりパルス長をさらに短くすることも原理上可能である。ただし、スペクトル幅は呼応して増加する。

### 位相同期およびモード同期の原理
周波数を同期する手法はさまざまあるが、基本原理はレーザーシステムのフィードバックループに基くものでありどれも同じである。フィードバックループの起点は安定化する対象の量、すなわち周波数もしくは位相である。周波数が時間経過につれ変化するかどうかを確かめるためには、なんらかの基準が必要である。レーザー周波数を計測する場合、光共振器の幾何的性質と周波数とをひもづけることとなる。この目的には、ファブリ・ペロー共振器が用いられることが最も多い。この共振器は一定の距離を隔てて平行に並んだ二つの鏡により構成される。この手法は光が1往復するのに移動する距離が光の波長の整数倍となるときにのみ光が共鳴するという事実に立脚している。レーザー周波数がこの条件から逸脱した場合、透過率が減少する。この、透過率と周波数偏位との関係式は次の半値全幅をもつローレンツ関数により表わされる。
∆νC=∆νFSR/ℱ
ここで、∆νFSR=C/2Lは隣接する共鳴周波数との差、ℱ = πR½/1-Rはフィネス、Rは鏡の反射率である。この式から明らかなように、共振器の線幅を細くするためにはフィネスの高い共振器が必要となる。したがって、レーザーの線幅を最低限に抑えるためには、鏡の反射率を高める必要がある。

## モード同期手法
レーザーモードの同期方法は、「能動モード同期」手法と「受動モード同期」手法に分けられる。能動的手法では通常、外部信号により共振器内の光を変調する。受動的手法では外部信号を用いず、光の自己変調を引き起こす何らかの要素を共振器内に配置することでモード同期を達成する。

### 能動モード同期手法
最も一般的な能動モード同期技術は、共振器内に設置した定在波電気光学変調器を用いる。この変調器は、外部から入力される電気信号により駆動され、共振器内の光に正弦波振幅変調をほどこす。これを周波数領域で考えると、モード周波数νに対して周波数fの振幅変調をかけた結果の信号には、周波数ν − fおよびν + fの側波帯が生じる。変調器にモード間隔Δνと同じ周波数を入力する場合、これらの側波帯は、元のモードに隣接する2つのモードに対応します。側波帯は元周波数帯と同相となるため、中央モードと隣接モードとは互いに位相同期される。側波帯がさらに変調器を通ると、ν − 2fとν + 2fのモードが位相同期され、利得帯域幅内のすべてのモードが同様に繰り返し位相同期される。上記のとおり、通常のレーザーはマルチモードであり、ある基底モードから他の全てのモードが生じるような動作はしない。そのため、複数のモードがどのような位相に同期するかを誘導する必要がある。受動的共振器にこのような同期手法を適用した場合、それぞれのモードが元からもつ独立した位相に由来するエントロピーを減衰させる方法がない。この同期手法はカップリングとして説明したほうがよく、複雑な動作をしがちで、きれいなパルスを生じない。カップリングは振幅変調の性質が散逸性である場合にのみ散逸性となり、そうでない場合は位相変調は機能しない。
この過程は、時間領域でも考えることができる。振幅変調器は、共振器を構成する鏡間を跳ね返る光に対して弱い「シャッター」として機能し、「閉じている」ときは光を減衰させ、「開いている」ときは光を通過させる。変調周波数fが共振器の往復時間τと同期している場合、単一の光パルスのみが共振器内を前後に反射し続けることができる。実用上、変調の強さが大きい必要はなく、「閉じている」ときの減衰率が1%の変調器でもレーザーをモード同期させることができる。これは、光の同じ部分が共振器を通過するときに繰り返し減衰を受けるためである。
上述の振幅変調(AM)方式に関連して、音響光学効果に基く変調器を用いた、周波数変調(FM)モード同期も能動モード同期手法の一つとして挙げられる。この変調器をレーザー共振器内に設置し、電気信号により駆動すると、変調器を通過する光は正弦波状に変化する小さな周波数シフトを受ける。変調周波数が共振器の往復時間と合致するとき、共振器内の一部の光は、繰り返し周波数上昇のみを受けることとなり、逆に一部の光は繰り返し周波数減少のみを受けることとなる。これを何度も繰り返すと、周波数上昇および減少を受ける光は最終的には利得帯域幅を外れ、周波数シフトがゼロのときに変調器を通過する光のみが共振器内に残存することとなり、短パルス光を形成する。
能動モード同期手法として3つ目に挙げられるのは、シンクロナスモード同期法、またはシンクロナス励起モード同期法と呼ばれる手法である。この手法では、レーザーの励起光源（エネルギー源）自体が変調され、レーザーを事実上オン・オフすることによりパルスを生成する。通常、ポンプ光源自体にも別のモード同期レーザーが用いられる。この手法では、励起レーザーと driven laserの共振器長を正確に一致させる必要がある。

### 受動モード同期
受動モード同期手法は、パルス生成のために外部信号（変調器の駆動信号など）を必要としない技術である。外部信号の代わりに、共振器内の光を利用して共振器内のなんらかの構成要素に変化を引き起こし、その変化が共振器内の光に変化をあたえる。一般的には可飽和吸収体が用いられる。
可飽和吸収体は、光の透過率が光の強度に依存する光学装置である。可飽和吸収体は理想的には低強度の光のみを選択的に吸収するが、十分に強度の高い光は透過させる。受動モード同期にこの装置を用いる場合、これをレーザー共振器内に配置することにより、強度の低い連続発振光(pulse wing)を減衰させる。モード同期されていないレーザーの強度はランダムにある程度ゆらいでおり、強いスパイクがランダムに生じるため、これが可飽和吸収体によって優先的に透過させられる。共振器内を光が往復するにつれてこのプロセスが繰り返され、強度の高いスパイクが選択的に増幅され、低強度の光は吸収される。光が共振器内を何度も往復するにつれ、レーザーのモードは同期され、パルス列が生じる。
これを周波数領域で考えると、あるモードの周波数がνで、周波数nfで振幅変調されると、ν − nfおよびν + nfに側波帯が生じ、より強いモード同期を可能とし、より短いパルスを生じる。能動モード同期手法よりも安定性に優れるが、起動時に問題を抱える。
可飽和吸収体としては液体の有機色素が用いられることが多いが、ドープされた結晶や半導体を用いることもある。吸収体の応答時間は、モード同期 レーザーの最終的なパルス長を決定する要因の1つであるが、半導体吸収体は非常に速い応答時間(~100 fs)を示す傾向がある。「衝突パルスモード同期レーザー」では、吸収体が前縁を急勾配にし、レーザー媒質がパルスの後縁を急勾配にする。
強度依存性吸収を直接示す材料を用いない受動モード同期手法もある。これらの手法では、非線形光学効果を示す要素を共振器内に導入し、共振器内の強度の高い光を選択的に増幅し、強度の低い光を減衰させる。最も成功した方式の1つとして、カーレンズモード同期(KLM)もしくは自己モード同期と呼ばれる方式が挙げられる。この方式では、光カー効果を利用し、高強度の光を低強度の光とは異なる方法で収束させる。この効果を利用して、レーザー共振器の開口部をうまく配置することにより、超高速応答可飽和吸収体と同等の効果を得ることができる。

### ハイブリッドモード同期
一部の半導体レーザーでは、上記2つの技術を組み合わせて利用することがある。可飽和吸収体を備えたレーザーに、さらに変調器を用い、レーザーの同期する周波数と同じ周波数で電気的に変調をほどこすことにより、レーザーを安定化させることができる。これにより、レーザーの位相ノイズが安定化され、パルスタイミングのジッターを低減させることができる。

### 残留光子場によるモードロック
ナノワイヤレーザーにおいて、後続するレーザーパルスとの間でコヒーレントな位相情報が移送されていることが観測されている。ここで、位相情報は、共振器内のコヒーレントなラビ振動の残留光子場に格納される。この発見により、オンチップRamseyコム分光装置のような、チップスケールのフォトニック回路に統合された位相同期光源への道が開かれた。

### フーリエドメインモード同期
フーリエドメインモード同期(FDML)は、連続波の波長掃引出力光を生成するモード同期レーザー技術である。FDMLレーザーの主な用途は、光干渉断層法である。

## 実際のモード同期レーザー
実際には、多くの設計上の留意点がモードロックレーザーの性能に影響する。最も重要なのは、レーザーの光共振器全体としての分散であり、プリズムコンプレッサーやいくつかの分散ミラーを共振器内に設置することにより制御することができる。また、光学的非線形性も同様に重要である。レーザー共振器の正味群遅延分散(GDD)が大きすぎる場合、共振器モードの位相を広い帯域幅にわたって同期することが不可能になり、特に短いパルスを得ることが難しくなる。負の正味GDD（異常GDD）と非線形カー効果を適切に組み合わせると、ソリトンのような相互作用によりモード同期が安定するため、より短いパルスの生成に利用できる。限界短パルスレーザーを得る場合、ゼロ分散構成（非線形性のない構成）もしくはわずかに負の（異常）分散によるソリトン機構を利用する構成のいずれかの構成が用いられることが多い。
短パルス光を直接生成する構成のレーザーでパルス長が最短級のものは、一般的にカーレンズモード同期機構を用いたTi:サファイアレーザーであり、そのパルス長はおよそ5 fs程度である。また、中空コア光ファイバー中もしくはフィラメント形成中の自己位相変調により生じるおよそ30 fs程度の比較的長いパルスレーザーをパルス圧縮することにより同程度の短パルスレーザーを得ることも可能である。ただし、最小パルス長は搬送波周期（Ti:サファイアレーザーの場合およそ2.7 fs）により制限されるため、より短いパルスを得るためにはより波長の短いレーザー媒質を用いる必要がある。フェムト秒パルスの高次高調波発生などいくつかの先端技術を用いると、極端紫外線領域(<30 nm)における、100 asもの短持続時間の光学特性を生み出すことができる。その他にも、特に応用に重要なものとしては、レーザーダイオードをポンプ光とする形式のモードロックレーザーがいくつか開発されており、平均出力の非常に高い（数十ワット）サブピコ秒パルスレーザーや、数GHzもの高繰り返し速度が達成されている。
パルス幅が100fsを切ってくると、光エレクトロニクス技術（すなわちフォトダイオード）を使用した直接測定は不可能となってくるため、自己相関、周波数分解光ゲート法、SPIDER法、MIIPS法などの間接的測定手法が活用される。

## 用途
- 核融合（慣性閉じ込め方式）。
- 第二次高調波発生、パラメトリック下方変換、光パラメトリック発振器、テラヘルツ波発生などの非線形光学。
- 光学データストレージはレーザーを利用するが、新興の3次元光学データトレージ（英語版）技術は一般に非線形光化学に依存している。このため、非常に高い繰り返し速度を実現できる、モード同期レーザーが使用されている場合が多い。
- フェムト秒レーザーナノマシニング：短パルスレーザーは、さまざまな種類の材料のナノマシニングに応用される。
- ピコ秒およびフェムト秒レーザーによるマイクロマシニングの例として、インクジェットプリンターのシリコン ジェット表面の穴加工が挙げられる。
- 2光子励起顕微鏡
- 角膜手術（屈折矯正手術（英語版））。フェムト秒レーザーにより角膜中に泡を形成する。この泡を線状に形成することにより角膜を切断することができ、￼￼マイクロケラトーム￼￼（英語版）に取って代わった。レーシック手術におけるフラップの作成に使用される。泡により複数の層を作り、これらの層の間の角膜組織の一部を除去するReLEx SMILE（英語版） と呼ばれる手術にも用いられる。
- 金属の表面を真っ黒にするレーザー技術も開発されている。フェムト秒レーザーパルスにより金属表面にナノ構造を形成し、表面積を極端に増大させ、入射光のほとんど全てを吸収させることにより黒化する。ブラックゴールドの製法の一つ[3]。
- フォトニック サンプリング。電子時計を上回る精度のレーザーを用いることにより、アナログデジタル変換器のサンプリング誤差を低減する。

## レーザー発振器の同期
レーザーの基本原理は、たとえばレーザーダイオードや光共振器、回折格子などの周波数選択的要素に依存しているため、レーザー光は単色光である。これらの要素の働きにより、周波数が選択され放射光のスペクトルは非常に狭いものとなる。しかし、細かくみていけば周波数は様々な時間スケールでゆらいでいる。この原因はいくつかあり、入力電圧のゆらぎや音響振動、環境の圧力および温度変動などが例として挙げられる。したがって、周波数ゆらぎを低減するためには、レーザーの位相もしくは周波数を外部から安定させる必要がある。外部光源もしくは外部基準によるレーザー特性の安定化は一般に「レーザー同期(Laser locking)」もしくは単に「同期」と呼ばれる。

### 誤差信号生成
ある特定の「同期点」と呼ばれる周波数もしくは位相からレーザーがどれほどずれているかに比例する電気信号を誤差信号と呼ぶ。レーザーの周波数が大きすぎる場合誤差信号は正、小さすぎる場合は負となり、0となるときレーザーの周波数は同期点と一致する。誤差信号が周波数の関数である場合、これに基づくレーザー同期機構は周波数同期と呼ばれ、位相の関数の場合は位相同期と呼ばれる。誤差信号を光学的な基準にもとづいて生成する場合、光学信号を直接検出できる形で周波数に変換することができる。他にも、フォトダイオードやカメラを用いて信号を記録し、電子的に信号を処理する方法もある。

## 関連文献
- Andrew M. Weiner (2009). Ultrafast Optics. Wiley. ISBN 978-0-471-41539-8
- H. Zhang et al, “Induced solitons formed by cross polarization coupling in a birefringent cavity fiber laser”, Opt. Lett., 33, 2317–2319.(2008).
- D.Y. Tang et al, “Observation of high-order polarization-locked vector solitons in a fiber laser”, Physical Review Letters, 101, 153904 (2008).
- H. Zhang et al., "Coherent energy exchange between components of a vector soliton in fiber lasers", Optics Express, 16,12618–12623 (2008).
- H. Zhang et al, “Multi-wavelength dissipative soliton operation of an erbium-doped fiber laser”, Optics Express, Vol. 17, Issue 2, pp. 12692–12697
- L.M. Zhao et al, “Polarization rotation locking of vector solitons in a fiber ring laser”, Optics Express, 16,10053–10058 (2008).
- Qiaoliang Bao, Han Zhang, Yu Wang, Zhenhua Ni, Yongli Yan, Ze Xiang Shen, Kian Ping Loh, and Ding Yuan Tang, Advanced Functional Materials,"Atomic layer graphene as saturable absorber for ultrafast pulsed lasers "
- Zhang, H. (2010). “Graphene mode locked, wavelength-tunable, dissipative soliton fiber laser”. Applied Physics Letters 96 (11):  111112. arXiv:1003.0154. Bibcode: 2010ApPhL..96k1112Z. doi:10.1063/1.3367743etal